# 長津湖の戦い
長津湖の戦い（ちょうしんこのたたかい）は、1950年11月27日から12月11日にかけて、現在の朝鮮民主主義人民共和国咸鏡南道長津郡長津湖周辺で行われた朝鮮戦争の戦闘の一つである。国連軍と中国人民志願軍が初めて交戦した戦い。「長津湖戦闘」などの名でも呼ばれる。

## 概要
1950年秋、国連軍は38度線北側に進軍して朝鮮人民軍を中朝国境近くまで追い込み、朝鮮半島全土の制圧を目指していた。中華人民共和国政府は、国連軍の北上に対したびたび警告を発していたが、ダグラス・マッカーサー司令官はこの警告を宣伝と受け取り、無視していた。長津湖周辺にはアメリカ海兵隊第1海兵師団17000人を主力とする国連軍が配備されていた。
11月27日、最も中朝国境寄りの柳潭里（ユダム二 류담리）に配備されていた第5海兵連隊及び第7海兵連隊が、中国人民志願軍の夜間奇襲を受け、同じ頃22キロ南にある下碣隅里（ハガルリ 하갈우리）の国連軍補給基地も同様に奇襲された。
11月29日、下碣隅里よりさらに南の古土里（コドリ 고토리）から下碣隅里に海兵隊の増援部隊が送られ、翌30日に最前線の柳潭里の部隊に退却命令が出された。
12月3日、柳潭里の第5海兵連隊及び第7海兵連隊が、退却路途中の徳洞峠を守るフォックス中隊の援護のもと、下碣隅里まで退却した。米空軍は退却援護のためにナパーム弾による空爆を行った。
12月4日、下碣隅里から古土里への南下が始まり、途中の地獄火の谷（"Hell Fire Valley"）で中国側の攻撃に苦しめられながらも、12月7日に古土里に到着した。すでにこの時点で海兵隊員3000人が戦死していた。同じ頃、中国人民志願軍も疲弊と消耗により撤退した。
12月11日、国連軍は興南（フンナム 흥남）港に到着した。その後、国連軍は興南港の港湾設備を完全に破壊し、海路で撤収した。この戦いは朝鮮戦争史上、仁川上陸作戦と並ぶ転機となった。

## 長津湖の戦いに関する作品

### 映像作品
- ドキュメンタリー『戦場の真実』シリーズ『長津湖の戦い』（ディスカバリーチャンネル、2013年）
- 映画『1950 鋼の第7中隊』（2021年）

## 脚註
1. 1 2  Stewart 2000, p. 33.
2. ↑  “69年ぶりに親のそばで眠る長津湖戦死の2人の米軍”. 東亜日報. 2021年10月10日閲覧。
3. ↑  Appleman 1990, p. 37.
4. ↑  Appleman 1990, p. 24.
5. ↑  徐焰・李健 Part One 2000.
6. ↑  Appleman 1990, p. 361.
7. ↑  Appleman 1990, pp. 345, 347.
8. ↑  Appleman 1990, p. 348.
9. 1 2  徐焰・李健 Part Four 2000.
10. ↑  Appleman 1990, p. 352.